# 本日は、お日柄もよく
『本日は、お日柄もよく』（ほんじつは おひがらもよく）は、原田マハの小説。スピーチライターを自称する（作品内における説明は、国内外における同職の実情とは大きく異なる。後述）トレーナー的な人物に魅了されたＯＬの心の移り変わりを描いたエンタメ作品である。
2017年（平成29年）1月14日から2月4日まで、WOWOWでテレビドラマ化され放送された。

## あらすじ
老舗製菓会社に勤める女性社員の二ノ宮こと葉は、突然、会社から広報に異動するように命じられて困惑していた。更に追い打ちをかけるように、幼なじみの今川厚志から別の女性と結婚することになったことを伝えられて落ち込んでしまう。心の傷が癒えぬまま、厚志の結婚式に出席したこと葉はスピーチライターを名乗って活動する女性久遠久美が行う劇場型のスタイルで語りかける、パブリックスピーチに感動し、心を揺さぶられる。
会社の一大プロジェクトのメンバーに抜擢されたこと葉は、社長が述べるスピーチ原稿を書くことになった。しかし、コピーライターである和田日間足が放つ抜群のトーク力に負けてしまう。このままではいけないと考えたこと葉は思い切って会社を辞職した。そしてそのまま久美の事務所に足を向けたこと葉は、久美に弟子入りを直談判した。その結果、弟子入りを認められたこと葉にとっての「言葉」の修行が正にこの時から始まろうとしていた。
そんなある日、事務所に民衆党党首・小山田次郎の姿があった。衆議院議員総選挙における選挙戦協力の要請が目的で、久美とこと葉はその要請を受けて、小山田をサポートすることになった。そんな中で小山田からの出馬要請を受けて、厚志は亡き父親の今川篤朗と同じ選挙区での立候補を決断した。父親の遺志を受け継いだ形で出馬を決めた厚志がスピーチライターに選んだのは幼なじみのこと葉だった。思いもかけない形で厚志と関わることになったこと葉は、厚志の力となるべく奔走する。果たして、こと葉が心を込めて紡いだ言葉は人々の心を動かすことができるのだろうか。

## 登場人物
二ノ宮こと葉（にのみや ことは）
老舗製菓会社であるトウタカ製菓の社員、のちに辞職してスピーチライターとなる。幼なじみの今川厚志の結婚式で聴いた久遠久美の祝辞に感動し、弟子入りをする。一度思い込んだら一直線に突き進む性格ではあるが、自分に自信が持てずにいた。そんな時に久美と出会ったことで、スピーチライターとしての道を切り開いていく。
久遠久美（くおん くみ）
スピーチライターとしてのスキルと、スピーチトレーナーとしての高いスキルの両方を併せ持った女性。政治家のスピーチを陰で支える、こと葉の師匠。
今川厚志（いまがわ あつし）
広告代理店勤務の会社員。こと葉とは幼なじみであるが、別の女性と結婚することを告げる。亡き父である今川篤朗の遺志を継いで、衆議院議員総選挙に民衆党候補として立候補する。
小山田次郎（おやまだ じろう）
衆議院議員で、野党・民衆党の党首。
二ノ宮キク代（にのみや きくよ）
こと葉の祖母。歌人として知られる。多忙な母親を持つこと葉にとっては母親代わりで、いつもこと葉を温かく見守っている。
和田日間足（わだ かまたり）
広告業界で活躍するコピーライター。自分に対して絶対的な自信を持つ戦略家である。
今川篤朗（いまがわ あつろう）
厚志の父親で、民衆党の元幹事長。国民の幸せを第一に闘ってきたが、志半ばで命を落とす。
今川恵里（いまがわ えり）
厚志の妻。
小早川順造（こばやかわ じゅんぞう）
衆議院議員で、与党・進展党の党首。
黒川常治（くろかわ つねはる）
与党・進展党所属の代議士。

## テレビドラマ
『本日は、お日柄もよく』のタイトルで、WOWOW「連続ドラマW 土曜オリジナルドラマ」枠において、2017年1月14日から2月4日まで全4回にわたって放送された（初回はノンスクランブル放送）。主演は比嘉愛未。

### キャスト
- 二ノ宮こと葉 - 比嘉愛未
- 久遠久美 - 長谷川京子
- 今川厚志 - 渡辺大
- 和田日間足 - 速水もこみち
- 今川恵里 - 安倍萌生
- 小早川順造 - 団時朗
- 黒川常治 - 升毅
- 今川篤朗 - 船越英一郎
- 小山田次郎 - 石橋蓮司
- 二ノ宮キク代 - 八千草薫（特別出演）

### スタッフ
- 原作 - 原田マハ 『本日は、お日柄もよく』（徳間文庫刊）
- 監督 - 佐々部清
- 脚本 - 谷口純一郎
- 音楽 - 羽深由理
- 製作 - WOWOW
- 監修 - 蔭山洋介

| WOWOW 連続ドラマW 土曜オリジナルドラマ                    | WOWOW 連続ドラマW 土曜オリジナルドラマ          | WOWOW 連続ドラマW 土曜オリジナルドラマ              |
| 前番組                                                    | 番組名                                          | 次番組                                              |
| --------------------------------------------------------- | ----------------------------------------------- | --------------------------------------------------- |
| コールドケース 〜真実の扉〜 （2016年10月22日 - 12月24日） | 本日は、お日柄もよく （2017年1月14日 - 2月4日） | 北斗 -ある殺人者の回心- （2017年3月25日 - 4月22日） |

## 本作品の描写と現実の社会におけるスピーチライターとの乖離について[独自研究?]
以下、著名な政治家のスピーチライターを務めた人物である。

セオドア・C・ソレンセン 　※ジョン・F・ケネディ　アメリカ合衆国 第35代大統領

ジェームズ・ファローズ 　※ジミー・カーター　アメリカ合衆国 第39代大統領

ジョン・ファヴロー (スピーチライター) 　※バラク・オバマ　アメリカ合衆国 第44代大統領

スティーブン・ミラー 　※ドナルド・トランプ　アメリカ合衆国 第45代大統領

三島由紀夫 　※栗栖赳夫　日本国 第52代大藏大臣

伊藤昌哉 　※池田勇人　日本国 第58・59・60代内閣総理大臣

平田オリザ 　※鳩山由紀夫　日本国 第93代内閣総理大臣

谷口智彦 　※安倍晋三　日本国 第90・96・97・98代内閣総理大臣

上記の中では、平田オリザが劇作家、演出家として知られる。しかし、その他の人物はあくまでも「原稿の作成」に軸足を置いた仕事を行っている。

さらに、スピーチライター（Wikipedia 英語版）の冒頭には、以下の記述がある。
A speechwriter is a person who is hired to prepare and write speeches that will be delivered by another person. Speechwriters are employed by many senior-level elected officials and executives in the government and private sectors. They can also be employed to write for weddings and other social occasions.--Wikipedia 英語版 2021.1.11最終編集版

スピーチライターとは、他の人が演説するスピーチを準備して書くために雇われる人。スピーチライターは、政府や民間企業の多くの上級職や幹部に採用されている。また、結婚式やその他の社交の場でのスピーチを書くために雇われることもある。--上記日本語訳

日本よりもはるかに職業人としてのスピーチライターが多い英語圏のWikipediaにおいて、トレーナー的なスキルが同職の要件との記述は認められない。

さらに、辞書・辞典コンテンツのキュレーションサイトであるジャパンナレッジで「スピーチライター」と全文検索した結果表示される同項目には、以下のように表示されている。

政治家や名士の演説原稿を代筆する人．演説草稿者--imidas

政治家などの演説の草稿を執筆する人。--デジタル大辞泉

報酬を得て他人の演説原稿を書く人--小学館 ランダムハウス英和大辞典

演説草稿製作者。--現代用語の基礎知識

演説原稿作者--プログレッシブ英和中辞典

上記、５つの公式な出版物のいずれにおいても、「話し方を教えるトレーナー的なスキルが同職の要件である」と言及されている事例は皆無であることが確認できる。

「本日は、お日柄もよく」における、「話し方を教えるスキルを合わせて提供するのがスピーチライターである」との描写は、上記の数多くの事例からも確認できるように、現実社会における同職の実情とは乖離している。その意味で、蔭山洋介が著書や本作品などのドラマの監修などを通じて主張していることは、自身のマーケティングの都合で行っているポジショントークであるとの論評がある。
「本書は、スピーチライターをテーマにした連続ドラマ『学校のカイダン』（日本テレビ系列）の企画が持ち上がったことから急遽企画したものです」『スピーチライター　言葉で世界を変える仕事（蔭山洋介 著）』

蔭山洋介は、上の著書において何も見ずに語り掛けるパブリックスピーチの効用についてＰＲしている。しかし、これは話し方を指導するスピーチトレーナーの職務領域の次元の話であり、本来的な意味でのスピーチライターの仕事とは関係はない。

「自らの立場」での「都合」で「企画」したことと、「現実」との乖離についての説明が求められるという意味においては、「本日は、お日柄もよく」を執筆した原田マハにも社会に対する説明責任が問われるという意見も存在する。